# Cantonul Saint-Gilles
Cantonul Saint-Gilles este un canton din arondismentul Nîmes, departamentul Gard, regiunea Languedoc-Roussillon, Franța.

## Comune
- Générac
- Saint-Gilles (reședință)